# Denis Abed
Pour l’article homonyme, voir Abed.
Denis Abed est un footballeur français né le 10 février 1969 à Reims.

## Biographie
Issu du centre de formation de Reims, il évolue comme attaquant en Division 1 notamment à Metz et à Lille. 

## Carrière
- 1988-1989 : Stade de Reims (en division 2)
- 1990-1992 : FC Metz (en division 1)
- 1992-1993 : FC Annecy (en division 2)
- 1993-1994 : ASOA Valence (en division 2)
- 1994-janvier 1996 : US Valenciennes Anzin (en National)
- janvier 1996-1998 : Lille OSC (en division 1 et 2)
- 1998-1999 : ES Wasquehal (en division 2)

## Statistiques
- 27 matchs et 1 but en Division 1
- 101 matchs et 10 buts en Division 2